# Laurence Tubiana
Laurence Tubiana (Orán, Argelia: 1951) es una economista, universitaria y diplomática francesa. Profesora asociada desde 2003 al Instituto de estudios políticos de París, donde es responsable de la cátedra de desarrollo sostenible, es también presidenta del Consejo de administración de la Agencia francesa del desarrollo desde 2013 y de Expertise France desde 2018. Fue embajadora para las negociaciones de la Conferencia de las Naciones Unidas sobre el Cambio Climático de 2015 (COP21), y dirige desde 2017 la Fundación Europea para el Clima.

## Biografía

### Familia
Laurence Tubiana nació en 1951 en Argelia, en una familia pieds-noirs. Su padre, originario de una familia judía argelina, era jurista y trabajaba en la industria del tabaco y el cine. Su madre, nacida en una familia de migrantes griegos católicos, estuvo, con su abuela, la primera importadora de muebles escandinavos en Argelia en 1958.
Su familia llega en Francia en 1962, después de la independencia.

### Educación
Se titula del Instituto de estudios políticos de París en 1973, y obtiene un doctorado en ciencias económicas a la universidad París 1. En su juventud, milita en la Liga comunista revolucionaria (LCR) en su juventud. Está nombrada en el Instituto Nacional para la Investigación Agronómica en 1976.

### Carrera
Mientras prepara el concurso de entrada al Instituto Nacional para la Investigación Agronómica, es nombrada como asistente de Lionel Jospin al Instituto universitario de tecnología de Sceaux.
En los años 1980, crea la ONG Solagral.
De 1997 a 2002, es encargada de misión sobre el tema del medio ambiente mundial y consejera para el medio ambiente cerca del Primer ministro Lionel Jospin. Trabaja con él a la negociación del Protocolo de Kioto en 1997. Es miembro del Consejo de análisis económico (1999-2001) y es nombrada inspectora general de la agricultura en 2000.
Es directora de investigación al Instituto Nacional para la Investigación Agronómica de 1995 a 2002 y profesora asociada a la Escuela nacional superior agronómica de Montpellier de 1992 a 1997.

#### Años 2000
Con Michel Colombier, funda en 2001 el think tank francés IDDRI (Instituto de Desarrollo Sostenible y Relaciones Internacionales), que dirige de 2001 a 2004.
Es también profesora asociada al Instituto de estudios políticos de París y directora de la cátedra de desarrollo sostenible. Codirige desde 2007 la publicación del Annuel du développement durable - Regards sur la Terre (Anual del desarrollo sostenible- Miradas sobre la Tierra). De 2004 a 2014, es también profesora invitada en la Universidad de Columbia, en la Escuela de asuntos internacionales y públicos (School of International and Público Affairs o SIPA).
En 2009 es nombrada directora de los bienes públicos mundiales al Ministerio de Asuntos Exteriores. Es nombrada también jefa de delegación adjunta para la negociación sobre el cambio climático en Copenhague en 2009 (COP15).

#### Años 2010
En 2012, Laurence Tubiana tiene el rol de facilidadora del debate nacional sobre la transición energética, que desembocará a un proyecto de ley en 2014 y a la adopción de la Ley relativa a la transición energética para el crecimiento verde en 2015.
Durante la elección presidencial francesa de 2012, firma la llamada de las economistas en apoyo al candidato François Hollande debido a «la idoneidad de las opciones [propuestas], en particular para lo que implica la recuperación del crecimiento y del trabajo».
Laurence Tubiana es nombrada, el 3 de julio de 2013, presidenta del consejo de administración de la Agencia francesa del desarrollo.
En 2014, es nombrada representante especial del gobierno francés para la Conferencia de las Naciones Unidas sobre el Cambio Climático de 2015 (COP21) y embajadora encargada de las negociaciones sobre el cambio climático por Laurent Fabius, entonces ministro de asuntos exteriores.
En enero de 2016, luego de la adopción del Acuerdo de París en 2015, es nombrada Campeona de elevado nivel para la acción climática cerca de la Convención Marco de los Naciones Unidas sobre los Cambios Climáticos (CCNUCC).
El 28 de junio de 2016, es nombrada presidenta de la comisión encargada del examen de las candidaturas a la función de presidente del Instituto Nacional para la Investigación Agronómica.
Es miembro del consejo de administración de varias organizaciones, en particular del Centro de cooperación internacional en investigación agronómica para el desarrollo, del India Council for Sustainable Development, del China Council for International Cooperation on Environment and Development y del consejo de orientación estratégica del Institute for Advanced Sustainability Studies.
Dirige desde marzo de 2017 la Fundación Europea para el Clima.
En noviembre de 2018, Emmanuel Macron anuncia la creación de un Alto consejo para el Clima, en el participa Laurence Tubiana.
En julio de 2019, Laurence Tubiana es renovada en sus funciones de presidenta del consejo de administración de la Agencia francesa de desarrollo.

## Distinción
- 2008 : Orden Nacional de la Legión de Honor, grado de Oficial[20]

## Conferencia de París
Laurence Tubiana es nombrada representante especial del gobierno francés para la Conferencia de las Naciones Unidas sobre el Cambio Climático de 2015 (COP21) el 15 de mayo de 2014, por Laurent Fabius, entonces ministro de asuntos exteriores. Luego, el 3 de junio de 2014, es nombrada embajadora encargada de las negociaciones sobre el cambio climático para la conferencia de 2015.
Está a carga en particular de negociar el acuerdo internacional concluido en París (o Acuerdo de París) el 12 de diciembre de 2015, durante la Conferencia de París de 2015 sobre el clima. 
Luego es encargada de seguir los compromisos de la COP21 hasta el final de la COP22 como Campeona de elevado nivel para la acción climática pre-2020 cerca de la CNUCCC. En este marco, participa en septiembre de 2018 al Global Climate Acción Summit organizado a San Francisco. con entre otros Anne Hidalgo, Ségolène Royal y Al Gore.

## Publicaciones
- Henry, C., & Tubiana, L. (2017). Earth at Risk: Natural Capital and the Quest for Sustainability. Columbia University Press.  (ISBN <span class="nowrap">9780231162524</span>).
- Regards sur la terre, 2007
- Notre Europe. Comment l'Europe va transformer le 21e siècle , 2008
- Anticiper pour s'adapter : le nouvel enjeu du changement climatique, 2010